# Český Superpohár 2010
Český Superpohár 2010 bylo historicky první utkání každoročně pořádané soutěže zvané Český Superpohár. Účastníci soutěže jsou dva. Jsou to vítězové dvou hlavních soutěží pořádaných Českomoravským fotbalovým svazem. Vítězem 1. české fotbalové ligy za sezonu 2009/10 se stal tým AC Sparta Praha. Vítězem Ondrášovka Cupu ve stejné sezoně FC Viktoria Plzeň.
Tato soutěž se odehrává pouze v jednom zápase.
Tyto dva kluby se tedy střetly 8. července v Generali Aréně. Vítěz duelu AC Sparta Praha získal nově vyrobenou trofej a prémii 1 milion korun českých.

## Průběh utkání
Na utkání se sešla nepříliš početná návštěva 3 401 diváků, kteří viděli ve 29. minutě vyloučení domácího kapitána Tomáše Řepky za faul před pokutovým územím. I v oslabení však dokázali domácí skórovat jako jediní. V 78. minutě se po výkopu gólmana Jaromíra Blažka lobem prosadil útočník letenských Libor Sionko. Na vítězství Sparty nezměnilo nic ani vyloučení hostujícího Rajtorala v závěru utkání.

## Statistiky zápasu
| 8. července 2010 18:00 |       |                   |                                                                       |
| AC Sparta Praha        | 1 – 0 | FC Viktoria Plzeň | Generali Arena, Praha diváci: 3 401 (17 % kapacity) rozhodčí: Kovařík |
| Libor Sionko 78'       |       |                   | Generali Arena, Praha diváci: 3 401 (17 % kapacity) rozhodčí: Kovařík |

| AC Sparta Praha | FC Viktoria Plzeň |

| AC Sparta Praha: |    |                    |
|                  |    |                    |
| GK               | 29 | Jaromír Blažek     |
| RB               | 15 | Jiří Kladrubský    |
| CB               | 21 | Erich Brabec       |
| CB               | 2  | Tomáš Řepka 29'    |
| LB               | 3  | Manuel Pamić       |
| RM               | 7  | Libor Sionko       |
| CM               | 8  | Marek Matějovský   |
| CM               | 4  | Niklas Hoheneder   |
| LM               | 25 | Kamil Vacek 46'    |
| SS               | 11 | Igor Žofčák 90'    |
| CF               | 9  | Léonard Kweuke 82' |
| Nahrazující:     |    |                    |
| DF               | 30 | Lukáš Hejda 46'    |
| FW               | 14 | Václav Kadlec 90'  |
| FW               | 6  | Miloš Lačný 82'    |
| Trenér:          |    |                    |
| Jozef Chovanec   |    |                    |

| FC Viktoria Plzeň: |    |                         |
|                    |    |                         |
| GK                 | 19 | Lukáš Krbeček           |
| RB                 | 27 | František Rajtoral 88'  |
| CB                 | 21 | Jakub Navrátil          |
| CB                 | 15 | František Ševinský      |
| LB                 | 8  | David Limberský         |
| DM                 | 11 | Milan Petržela          |
| CM                 | 10 | Pavel Horváth           |
| CM                 | 4  | Tomáš Rada 82'          |
| RW                 | 26 | Daniel Kolář 67'        |
| FW                 | 17 | Jan Rezek               |
| FW                 | 23 | Marek Bakoš 89'         |
| Nahrazující:       |    |                         |
| MF                 | 20 | Petr Jiráček 67'        |
| FW                 | 18 | Dimitri Tatanašvili 82' |
| FW                 | 6  | David Vaněček 89'       |
| Trenér:            |    |                         |
| Pavel Vrba         |    |                         |

## Vítěz
| Český Superpohár 2010 AC Sparta Praha (1. vítězství) |